# Saint-Gervais-sur-Roubion
Saint-Gervais-sur-Roubion ist eine französische Gemeinde mit 1.088 Einwohnern (Stand 1. Januar 2022) im Département Drôme in der Region Auvergne-Rhône-Alpes. Sie liegt knapp 15 km östlich von Montélimar am Rhône-Zufluss Roubion. An der südwestlichen Gemeindegrenze verläuft der Vermenon.

## Bevölkerungsentwicklung
| Jahr                       | 1968 | 1975 | 1982 | 1990 | 1999 | 2004 | 208 |
| -------------------------- | ---- | ---- | ---- | ---- | ---- | ---- | --- |
| Einwohner                  | 620  | 552  | 594  | 646  | 717  | 728  | 771 |
| Quellen: Cassini und INSEE |      |      |      |      |      |      |     |

## Gemeindepartnerschaft
Saint-Gervais-sur-Roubion unterhält seit dem 7. Mai 2005 eine Partnerschaft mit der deutschen Kleinstadt Schwarzenborn in Hessen.